# Валелаги
Валела̀ги (на италиански: Vallelaghi) е община в Северна Италия, автономна провинция Тренто, автономен регион Трентино-Южен Тирол. Административен център на общината е село Вецано (Vezzano), което е разположено на 385 m надморска височина. Населението на общината е 5068 души (към 2018 г.).
Общината е създадена в 1 януари 2016 г. Тя се състои от три предшествуващи общини Вецано, Падерньоне и Терлаго, които сега са най-важните центрове на общината.